# オリアストラ県

オリアストラ県
Provincia dell'Ogliastra

オリアストラ県（オリアストラけん、イタリア語: Provincia dell'Ogliastra）は、イタリア共和国サルデーニャ自治州に属する県の一つ。ラヌゼーイとトルトリがともに県都とされている。
2005年に、ヌオーロ県東南部のコムーネが分離して発足した。人口約5万7000人とイタリアで最も人口の少ない県であり、また人口密度が最も希薄な県である（2012年1月現在）。
2016年9月現在、サルデーニャ州では県級行政区画統廃合のプロセスが進められており、地方自治上は過渡期にある。2016年、オリアストラ県はヌーオロ県に編入された。

## 名称
標準イタリア語以外の言語では以下のように呼ばれる。
- サルデーニャ語: provìncia de Oliastra または provìntzia de s'Ogiastra

## 地理

### 位置・広がり

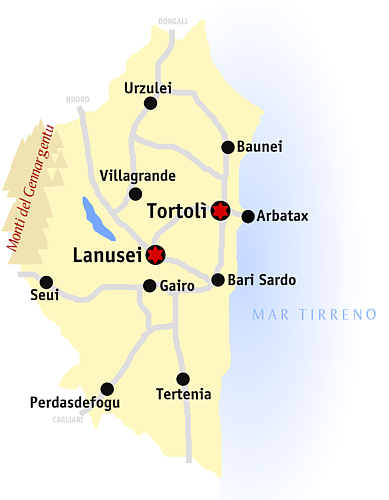
オリアストラ県

サルデーニャ島の東部に位置する県で、東にティレニア海（地中海）に面する。
県都の一つトルトリは県中部の沿岸部にある町で、もう一つの県都ラヌゼーイから北東へ約12km、ヌオーロから南東へ約52km、州都カリャリから東北東へ約92km、オリスターノから東へ約92km、オルビアから南へ111km、首都ローマの南西約322kmに位置する。
北から西にかけてをヌーオロ県に、南をカリャリ県に接する。
- アルバタクス（トルトリ市）
- ラヌゼーイ

## 歴史
オリアストラ県は、2001年の自治州法において、ヌオロ県東南部の23コムーネが分離して新たに創設された。2005年5月の選挙で初代県知事が決まり、県としての活動を本格的に開始した。

## 行政区画
オリアストラ県には、23のコムーネが属する。主要なコムーネ（人口3000人以上）は下表の通り。左端の数字はISTATコードを示す。人口は2012年1月1日現在。
| コード | 自治体名                         | 人口   |
| ------ | -------------------------------- | ------ |
| 105018 | トルトリ                         | 10,759 |
| 105010 | ラヌゼーイ                       | 5,486  |
| 105002 | バリ・サルド                     | 3,940  |
| 105017 | テルテニーア                     | 3,813  |
| 105003 | バウネーイ                       | 3,724  |
| 105023 | ヴィッラグランデ・ストリザーイリ | 3,373  |
| 105009 | イェルツ                         | 3,224  |

## 交通

### 鉄道

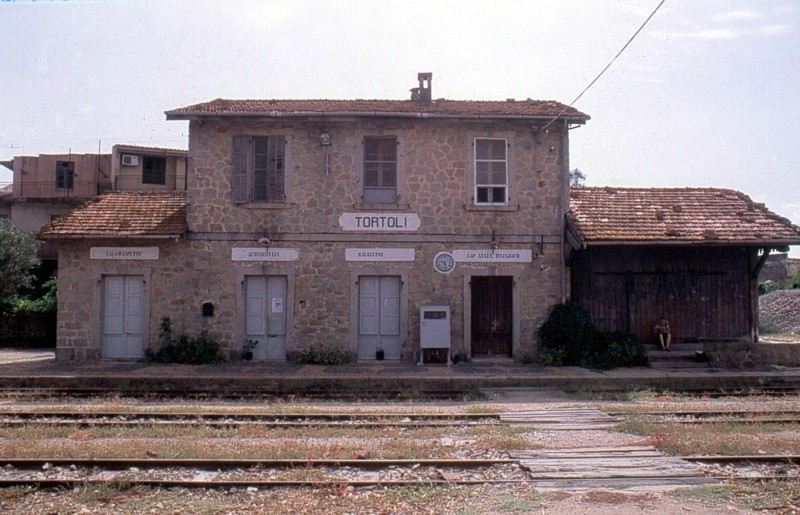
トルトリ駅

サルデーニャ鉄道（狭軌）で、観光路線として季節運行を行うトレニーノ・ヴェルデ (it:Trenino Verde) として営業が行われているマンダス＝アルバタックス線 (it:Ferrovia Mandas-Arbatax) が県内を走る。
- サルデーニャ鉄道
  - マンダス＝アルバタックス線 （トレニーノ・ヴェルデ）
〔マンダス〕 -  ガーイロ - ラヌゼーイ - トルトリ - アルバタックス

かつてはガイーロからイェルツに向かう路線 (it:Ferrovia Gairo Taquisara-Jerzu) があったが、1956年に廃止されている。

### 港湾
県都トルトリのアルバタックス (Arbatax) 港から、イタリア本土のジェノヴァやチヴィタヴェッキアへと航路で結ばれている。

### 空港
国内線が発着するトルトリ空港 (Tortolì Airport) がある。